# Sweet Savage
Sweet Savage és una pel·lícula pornogràfica estatunidenca del 1979 escrita i dirigida per Ann Perry i protagonitzada per  Carol Connors i Jack Birch juntament amb Aldo Ray, un veterà d'actuació heterosexual, nominat als Globus d'Or, en un paper no sexual. Juntament amb la nudie-cutie de Russ Meyer Wild Gals of the Naked West (1962) i la dura A Dirty Western (1975), és una de les poques pel·lícules pornogràfiques del gènere western.

## Reparatiment
- Carol Connors com a Miss Lilly
- Aldo Ray com a Banner
- Beth Anna com a Shy Dove
- John Hollabaugh com a Damon
- Jack Birch com el Sr. Bret
- Eileen Welles com a Jamie

## Estrena
La pel·lícula es va estrenar a Califòrnia i Houston, el juny de 1979. També es va estrenar en certs cinemes una versió 'cool' amb les escenes de sexe explícit eliminades. La versió "cool" s'havia de llançar a Redding (Califòrnia), però la impressió va ser confiscada per les autoritats, el primer intent de la ciutat per evitar la projecció d'una pel·lícula suposadament obscena. La pel·lícula es va estrenar a Nova York al juliol 1979.

## Premis
El 1980, Ray va rebre el premi al millor actor als tercers Premis Erotica de l'Adult Film Association of America.